# Боротьба за існування
Боротьба́ за існува́ння — явище, яке є в природі серед рослин і тварин й відіграє значну роль в процесі розвитку органічного світу. Поняття боротьба за існування, запроваджене в біологічну науку Чарльзом Дарвіном, є складовою частиною його еволюційного вчення і трактується ним досить широко — як боротьба між особинами різних видів чи одного виду, а також як боротьба рослин і тварин з несприятливими для них фізико-хімічними умовами життя (низькі чи дуже високі температури, недостача або надлишок вологи, велика засоленість, сильні вітри тощо).
Внаслідок боротьби за існування, яка в багатьох випадках виникає у зв'язку з невідповідністю між засобами існування (кількість їжі, води, світла, місця та ін.) і швидким збільшенням кількості особин рослинного і тваринного світу, відбувається природний добір. З вчення Дарвіна про природний добір випливає, що в природі виживають найбільш пристосовані [організм]и, але не обов'язково з найскладнішою будовою. Узагальнюючи, можна сказати, що вчення про боротьбу за існування в найширшому розумінні є вченням про взаємовідношення рослин і тварин з органічними і неорганічними факторами навколишнього середовища. Розуміючи боротьбу за існування широко, Дарвін писав: 
| «Я маю застерегти, що я вживаю цей термін у широкому метафоричному розумінні, включаючи залежність однієї істоти від іншої і включаючи також (це важить більше) не тільки життя особини, а й її успіх щодо того, щоб залишити потомство» (Дарвін Ч. Походження видів. X., 1936, с. 88). |